# Conimbricenses
Se denomina Conimbricenses a unos comentaristas y a un conjunto de sus comentarios de diversas obras de Aristóteles que comprendían conocimientos filosóficos. Fueron publicados en Coímbra y en Lisboa desde 1592 hasta 1606, con el título Commentii collegii conimbricencis societatis Iesu. Se destinaron al curso de Filosofía del Colegio de Artes de Coímbra, dirigido por los jesuitas desde 1555.

## Origen y formación
Los comentarios conimbricenses tienen su origen en la costumbre de los estudiantes de tomar apuntes siguiendo la lección de los maestros. Esta evita que se produzca debate alguno y no deja lugar a las preguntas. Surgió así la idea de publicar estos dictados, para evitar trabajo a estudiantes y profesores. De ello estuvieron en un principio encargados Pedro da Fonseca y otros profesores, aunque ocupados con otros trabajos, no llegaron a realizar el compendio.
Tras estos obstáculos, se le encargó la tarea de recoger los materiales y darles forma para imprimir a Manuel de Góis, quien no sólo recogió el material existente, sino que le dio su propia forma, basándose en su experiencia como profesor, por lo que algunos lo consideran el autor de los primeros volúmenes de los Conimbricenses. Sin embargo, la autoría oficial pertenece al Colegio de la Compañía de Jesús, (también conocido como el Colegio de las Artes).

## Contenido
Si bien parecía conveniente comenzar con la Lógica, al final la publicación se inició con los comentarios sobre la Física, así como Sobre el cielo, los Parva Naturalia y los Meteoros. Concernientes a estudios sobre la Física, la Astronomía y las ciencias naturales, se prefirió comenzar con estos textos ya que su estudio estaba más avanzado. Más tarde se comentaron la Ética a Nicómaco, Acerca de la generación y la corrupción y Acerca del alma. Los comentarios sobre este último incluyeron otros tratados de Baltasar Álvares y de Cosmas de Magalhães. Los tratados referentes a la Lógica y a la Metafísica no vieron finalmente la luz.
La exposición consistía, en su mayor parte, en el comentario del texto de Aristóteles, que se presentaba en el centro de la página en su versión latina o, en algunas ediciones extranjeras, en el original griego. En varios lugares se incluyeron preguntas que en ocasiones llevaron a la resolución de los problemas, siguiendo el método escolástico de presentación de pruebas y refutación de objeciones.

## Importancia histórica
Los Conimbricenses tuvieron gran difusión en Europa a partir de la red de escuelas dirigidas por los jesuitas, y algunos incluso fueron traducidos al chino. Considerados como «apogeo de la elaboración metafísica portuguesa», pueden también considerarse como uno de los capítulos más importantes de la historia cultural de Portugal.[cita requerida] Los Conimbricenses han conocido diferentes reimpresiones en varios países y han formado parte de la formación de importantes figuras filosóficas.

## Tratados
1. Commentarii, Collegii, Conimbricenses, Societatis, Jesu in octo, libros Physicorum, Aristotelis, Stagyritæ, (Coímbra, 1591, reimpresión por Hildesheim, Georg Olms, 1984);
2. Commentarii, Collegii, Conimbricenses, Societatis, Jesu in quattuor, libros, Physicorum, Aristotelis de Cœlo (Coímbra, 1592);
3. Commentarii Collegii Conimbricensis Societatis Jesu in libros Meteororum Aristotelis Stagyritæ (Coímbra, 1592);
4. Commentarii Collegii Conimbricensis Societatis Jesu in libros Aristotelis qui Parva naturalia appelantur (Coímbra, 1592);
5. Commentarii Collegii Conimbricensis Societatis Jesu in libros Ethicorum Aristotelis ad Nichomachum aliquot Cursus Conimbricensis disputationes in quibus præcipua quaedam Ethicæ disciplinæ capita continentur (Coímbra, 1595);
6. Commentarii Collegii Conimbricensis Societatis Jesu in duos libros Aristotelis De generatione et corruptione (Coímbra, 1595, reimpresión por Hildesheim, Georg Olms, 2003);
7. Commentarii Collegii Conimbricensis Societatis Jesu in tres libros Aristotelis De Anima (Coímbra, 1592 reprint Hildesheim, Georg Olms, 2006). Este tratado fue publicado tras la muerte de Emmanuel Golz (a quien Fonseca había encargado publicar los primeros volúmenes). Añadió el tratado de Baltasar Álvares De anima separata y su propio trabajo, Tractatio aliquot problematum ad quinque Sensus Spectantium;
8. Commentarii Collegii Conimbricensis Societatis Jesu In universam dialecticam nunc primum (ed. Venecia, 1606, reimpreso por Hildesheim, Georg Olms, 1976)